# J. T. McIntosh
J. T. McIntosh war das Künstlerpseudonym des schottischen Science-Fiction-Schriftstellers James Murdoch MacGregor (geboren am 14. Februar 1925 in Paisley, Schottland; gestorben 2007 oder 2008 in Aberdeen, Schottland), der gelegentlich auch unter dem Namen James MacGregor veröffentlichte. Seine erste Kurzgeschichte erschien 1950, sein erster Roman World Out of Mind erschien 1953. Sein letztes Werk stammt von 1979 und heißt A Planet Called Utopia.

## Leben
MacGregor war der Sohn des Beamten Murdoch Macgregor und von Marion, geborene Dracup. Er besuchte von 1936 bis 1941 das Robert Gordon’s College in Aberdeen und studierte an der University of Aberdeen, wo er 1947 mit dem Master abschloss. Er arbeitete danach als Musiker, Lehrer, Fotograf und als Redakteur für mehrere Zeitschriften in Aberdeen, darunter Bon Accord und Press & Journal. Seit 1960 war er verheiratet mit Margaret Murray.
Seine erste SF-Kurzgeschichte The Curfew Tolls erschien 1950 in Astounding, ein erster Roman World Out of Mind erschien 1953.
Seit 1952 war er freier Schriftsteller.
Zusammen mit John Mather und Edith Dell schrieb er das Drehbuch für den SF-Film Satellite in the Sky (1956). Neben Übersetzungen ins Deutsche wurden seine Erzählungen ins Französische, Italienische, Spanische, Schwedische, Polnische und Japanische übersetzt. Nach dem 1979 erschienenen Roman A Planet Called Utopia folgten keine weiteren Veröffentlichungen.
Sein Nachlass befindet sich in der National Library of Scotland in Edinburgh.

## Bibliografie
One (Kurzgeschichten)
- One in Three Hundred (1953)
- One in a Thousand (1954)
- One Too Many (1954)
- One in Three Hundred (1954, Roman)
  - Deutsch: Einer von Dreihundert. Übersetzt von Walter Ernsting. Moewig (Terra Sonderband #16), 1959. Auch als: Einer von 300. Übersetzt von Wulf H. Bergner. Heyne SF&F #3201, 1970.

Romane
- The Esp Worlds (1952, auch als The Noman Way, 1964)
- World Out of Mind (1953)
  - Deutsch: Die Saboteure von Nwylla. Moewig (Terra #283), 1963.
- Born Leader (1954, auch als Worlds Apart, 1958)
- The Fittest (1955, auch als The Rule of the Pagbeasts, 1956)
  - Deutsch: Die Überlebenden. Übersetzt von Walter Ernsting. Moewig (Terra Sonderband #21), 1959. Auch als: Die Überlebenden. Übersetzt von Wulf H. Bergner. Heyne SF&F #3162. 1969.
- The Million Cities (1958, 1963)
- When the Ship Sank (1959, als James Macgregor)
- Incident over the Pacific (1960, auch als A Cry to Heaven, 1961, als James Macgregor)
- The Iron Rain (1962, als James Macgregor)
- Out of Chaos (1965)
- Snow White and the Giants (1966, auch als Time for a Change, 1967)
- Six Gates from Limbo (1968)
  - Deutsch: Sechs Tore zur Hölle. Übersetzt von Wulf H. Bergner. Heyne SF&F #3154, 1969.
- Take a Pair of Private Eyes (Romanfassung, 1968)
- A Coat of Blackmail (Romanfassung, 1970)
- Transmigration (1970)
  - Deutsch: Der Seelenwanderer. Übersetzt von Fritz Steinberg. Heyne SF&F #3322, 1972.
- Flight from Rebirth (1971)
- The Cosmic Spies (1972)
- The Space Sorcerers (1972, auch als The Suiciders, 1973)
- Galactic Takeover Bid (1973)
  - Deutsch: Die Crock-Expedition. Übersetzt von Horst Pukallus. Heyne SF&F #3485, 1976, ISBN 3-453-30359-8.
- Ruler of the World (1976, auch als This is the Way the World Begins; 1977)
- Norman Conquest 2066 (1977)
- A Planet Called Utopia (1979)

Kurzgeschichten
- The Curfew Tolls (1950)
- Ape (1951, mit Frank H. Parnell, als Gregory Francis)
- Machine Made (1951)
- Question Mark (1951, mit Frank H. Parnell, als Gregory Francis)
- Then There Were Two (1951)
- When Aliens Meet (1951)
- Safety Margin (1951)
- Venus Mission (1951)
  - Deutsch: Die Grauen. In: Donald A. Wollheim (Hrsg.): Das Rätsel der Venus. Moewig (Terra Sonderband #62), 1962. Auch als: Die grauen Verfolger. In: Science-Fiction-Stories 29. Ullstein (Ullstein 2000 #53 (2989)), 1973, ISBN 3-548-02989-2.
- Outpost Zero (1951, als James MacIntosh)
- Sanctuary, Oh Ulla! (1951)
- Hallucination Orbit (1952, auch als The Bliss of Solitude)
  - Deutsch: Wonnen der Einsamkeit. In: Peter Naujack (Hrsg.): Roboter. Diogenes, 1962.
- Katahut Said No (1952)
- Stitch in Time (1952)
- The Broken Record (1952, als James MacGregor)
- The World That Changed (1952)
- Tradition (1952)
- The Reluctant Colonist (1952)
- Talents (1952)
- Escape Me Never (1953)
- The Volunteers (1953)
- Beggars All (1953)
- Made in U.S.A. (1953)
  - Deutsch: Der Psychoblock. In: Kurt Luif (Hrsg.): Phantom der Freiheit. Pabel (Terra Taschenbuch #255), 1975. Auch als: Made in U.S.A.. In: Wolfgang Jeschke (Hrsg.): Science Fiction Story Reader 17. Heyne SF&F #3860, 1982, ISBN 3-453-30746-1. Auch als: Made in U.S.A.. In: James Gunn (Hrsg.): Von Shelley bis Clarke. Heyne (Bibliothek der Science Fiction Literatur #100), 2000, ISBN 3-453-17104-7.
- First Lady (1953)
  - Deutsch: First Lady. In: Nur ein Marsweib und andere Science Fiction-Stories. Ullstein (Ullstein Bücher #248), 1959, ISBN 248. Auch als: First Lady. In: Lothar Heinecke (Hrsg.): Galaxis Science Fiction, #14. Moewig, 1959.
- Mind Alone (1953)
- War’s Great Organ (1953)
- "Now You See Them-" (1953, mit Frank H. Parnell, als Gregory Francis)
- The Happier Eden (1953)
- Hitch-Hikers (1954, mit Frank H. Parnell, als Gregory Francis)
- Divine Right (1954)
- Men Like Mules (1954)
- Relay Race (1954)
- Bias (1954)
- This Prescious Stone (1954, als H. J. Murdoch)
- Five into Four (1954)
- Spy (1954)
- Live For Ever (1954)
- Playback (1954)
- The Big Hop (1955)
- The Lady and the Bull (1955)
- Selection (1955)
- Open House (1955)
- Eleventh Commandment (1955)
- Bluebird World (1955)
- The Way Home (1955)
  - Deutsch: Der Weg zurück. Moewig (Terra #3), 1957.
- The Man Who Cried “Sheep!” (1955)
- Empath (1956)
- The Deciding Factor (1956)
- The Little Corporal (1956)
- The Solomon Plan (1956)
  - Deutsch: Der Solomon-Plan. Moewig (Terra #23), 1958.
- Report on Earth (1956)
- Unit (1957)
  - Deutsch: Einheitsdenken. In: Science-Fiction-Stories 15. Ullstein (Ullstein 2000 #26 (2894)), 1972, ISBN 3-548-02894-2.
- Shield Against Death (1957)
- The Sandmen (1957)
- Unfit for Humans (1957)
- You Were Right, Joe (1957)
- In Black and White (1958)
- Kingslayer (1959)
- Tenth Time Around (1959)
  - Deutsch: Die 10. Zeitreise. In: Walter Ernsting (Hrsg.): Expedition nach Chronos. Heyne SF&F #3056, 1965.
- 200 Years to Christmas (1959)
- No Place for Crime (1959)
  - Deutsch: Dort, wo es sich nicht lohnt. In: Helmuth W. Mommers, Arnulf D. Kraus (Hrsg.): 10 Science Fiction Kriminal-Stories. Heyne (Heyne-Anthologien #11), 1965.
- Return of a Prodigal (1959)
- The Night Before the Battle (1960)
- The Ship from Home (1960)
- Immortality for Some (1960)
  - Deutsch: Nur sterben ist schöner. In: Walter Spiegl (Hrsg.): Science-Fiction-Stories 8. Ullstein (Ullstein 2000 #11 (2845)), 1971, ISBN 3-548-02845-4.
- Merlin (1960, als J. F. McIntosh)
- World Without Annette (1960)
- In a Body (1960)
- Planet on Probation (1960)
- The Wrong World (1960)
  - Deutsch: Frauen für Pastan. In: Walter Ernsting (Hrsg.): Galaxy 4. Heyne SF&F #3060, 1965.
- Absolute Power (1961)
- I Can Do Anything (1961)
- That’s How It Goes (1961)
- Doormat World (1961)
- The Gatekeepers (1961)
- One Into Two (1962)
  - Deutsch: Aus eins mach zwei. In: Charlotte Winheller (Hrsg.): Saturn im Morgenlicht. Heyne (Heyne Allgemeine Reihe #214), 1963.
- The Stupid General (1962)
  - Deutsch: Der General und die Außerirdischen. In: Walter Ernsting (Hrsg.): Die letzte Stadt der Erde. Heyne SF&F #3048, 1965.
- Spanner in the Works (1963)
- The Ten-Point Princess (1963)
- Iceberg From Earth (1963)
- Hermit (1963)
- To the Stars (1963)
- Far Avanal (1963)
- Grandmother Earth (1964)
  - Deutsch: Großmutter Erde. In: Walter Ernsting (Hrsg.): Galaxy 1. Heyne SF&F #3040, 1965.
- Humanoid Sacrifice (1964)
  - Deutsch: Schlechtes Wetter auf Psit. In: Charlotte Winheller (Hrsg.): Irrtum der Maschinen. Heyne (Heyne Allgemeine Reihe #299), 1964.
- Snap Judgment (1964)
- The Great Doomed Ship (1964)
- Poor Planet (1964)
  - Deutsch: Geheimagent auf Solitaire. In: Walter Ernsting (Hrsg.): Roboter auf dem Kriegspfad. Heyne SF&F #3035, 1964. Auch als: Planet der Asketen. In: Science-Fiction-Stories 44. Ullstein (Ullstein 2000 #83 (3102)), 1975, ISBN 3-548-03102-1.
- Planet of Change (1964)
- The Kicksters (1964)
- At the Top of the World (1964)
- The Man Who Killed Immortals (1965)
- The Iceman Goeth (1965)
- At Journey’s End (1966)
  - Deutsch: Am Ende der Reise. In: Walter Ernsting (Hrsg.): Galaxy 7. Heyne SF&F #3085, 1966.
- The Sudden Silence (1966)
  - Deutsch: Das Katastrophenteam. In: Wulf H. Bergner (Hrsg.): Die Menschenfarm. Heyne SF&F #3081, 1966.
- Planet of Fakers (1966)
- The Saw and the Carpenter (1967)
  - Deutsch: Mord in der Raumstation. In: Wulf H. Bergner (Hrsg.): Mord in der Raumstation. Heyne SF&F #3122, 1968.
- Pontius Pirates (1967)
- Almost Human (1971)
- High Moon (1971, mit Frank H. Parnell, als Gregory Francis)
- The Real People (1971)
- The World of God (1979)
  - Deutsch: Die Welt Gottes. In: Michael Nagula (Hrsg.): Science-Fiction-Stories 91. Ullstein (Ullstein Science Fiction & Fantasy #31033), 1981, ISBN 3-548-31033-8.

Sachliteratur (als James MacGregor)
- Glamour in Your Lens: A Commonsense Guide to Attractive Photography (1958)
- Wine Making for All (1966)
- Beer Making for All (1967)